# Lupta Ardealului
Lupta Ardealului, numit între 1951 și 1952 Făclia Ardealului, iar din 1952 doar Făclia, a fost o publicație apărută la Cluj în perioada 1946–1989, reprezentând organul regional al Partidului Comunist Român. Revista nu beneficia de un articol programatic.
Printre colaboratori se numărau Iuliu Bojan, Pavel Dan, Aurel Negrea, dr. Victor Cheresteiu, Laurențiu Dunca, Gheorghe Dăncuș, Tiberiu Utan, Ion Brad, Aurel Rău, Victor Felea, Dumitru Micu, Emil Isac și Letiția Papu. Multe din articolele publicate în revistă nu erau semnate sau se foloseau pseudonime.
Revista cuprindea articole privind viața politică, culturală, socială și sportivă, știri interne și internaționale, diverse informații de interes public, precum și pagini întregi de publicitate și reclame la diverse produse. Aici a fost publicată telegrama trimisă de către Regele Mihai I prim-ministrului Petru Groza cu prilejul abdicării.